# Tracció de cavalls

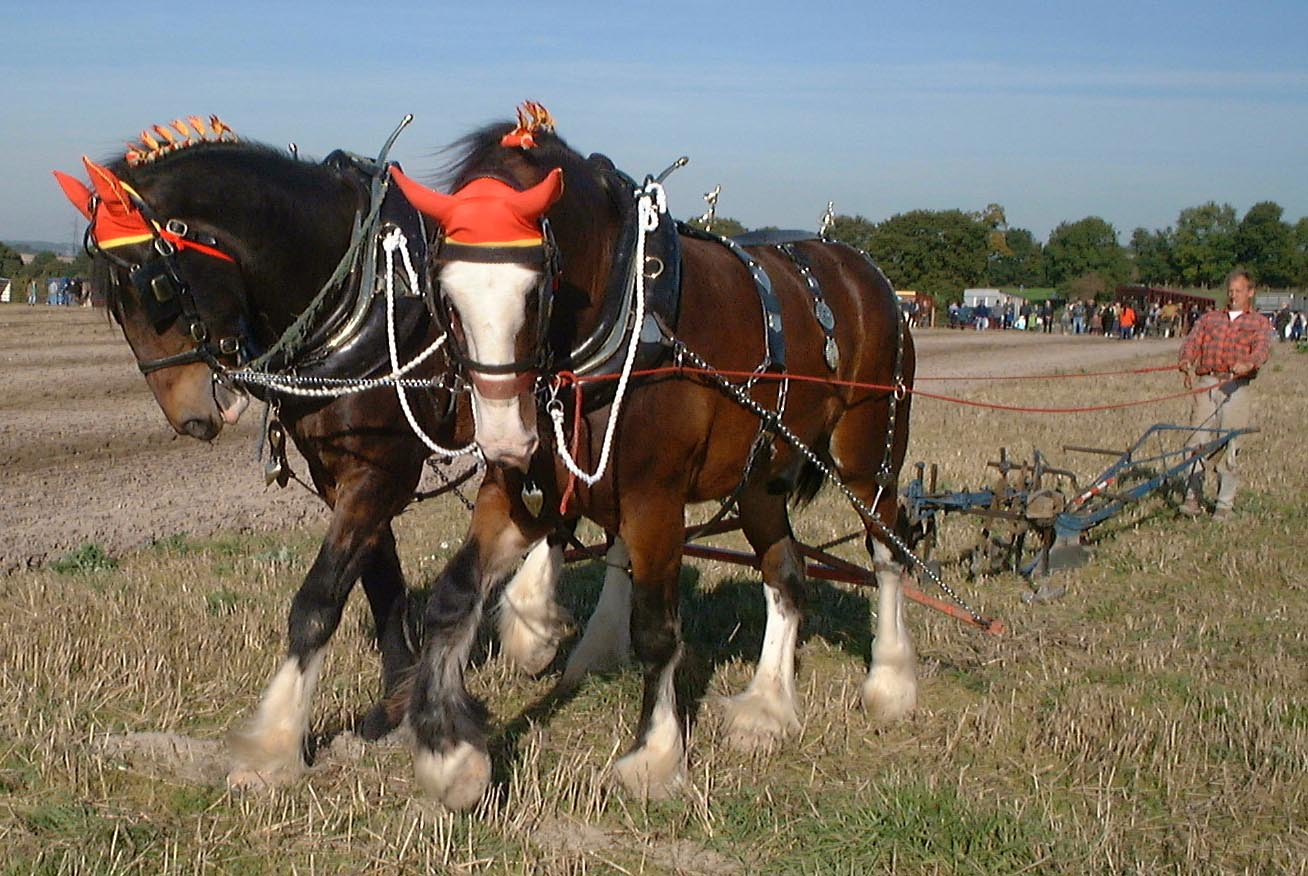
Arada tirada per cavalls

La tracció de cavalls o tracció equina, a diferència de la tracció bovina, es va desenvolupar a partir del segon mil·lenni, ja que de fet, era desconeguda a l'antiguitat, s'associa sovint amb el desenvolupament de la rotació triennal, que va permetre reduir els temps de guaret, limitar l'impacte del mal temps i combinar el blat amb un segon cultiu com la civada.

## Descripció
Més eficaç que la dels bous, la tracció de cavalls va augmentar el rendiment agrícola tot i que els dos animals tenen la mateixa força de tracció, ja que el cavall pot treballar dues hores més i avançar a una velocitat un 50% superior, o 1,10 m/s de mitjana contra 0,73 m/s per als bous. Al segle xiii, l'escriptor agrícola, Walter de Henley va comparar els costos dels dos animals i va trobar que el cavall era car en civada. Per aquest motiu, la tracció dels cavalls s’havia mantingut poc desenvolupada a bona part de les regions d’Europa. També xocava amb les tradicions socials que l'ús dels cavalls es reservés al senyor, la seva família, els seus escuders i soldats.
"Utilitzar la tracció equina, va significar accelerar considerablement els camins de terra, multiplicar l'ús de l'arada i també donar els mitjans per passar el rascle (rella), que des del segle xi, el tapís de Bayeux mostra arrossegat per un cavall", va estimar l'historiador medievalista Georges Duby.

## Revolució agrícola
Durant la revolució agrícola dels segles XI XII i XIII, va augmentar l'eficiència de les arades en comparació amb l'Edat antiga, en què segons l'oficial i historiador francès de tècniques agrícoles, Richard Lefebvre des Noëttes (1856 - 1936), que va publicar un treball emblemàtic el 1924 « La Force animale à travers les âges » ("La força animal a través dels segles" -París, Berger-Levrault), va desenvolupar les seves tesis en una sèrie d'articles publicats al Mercure de France. Va dir que a l'Edat antiga, s'utilitzava un collaret d'acoblament defectuós, l'antic "collaret a la creu" que va impossibilitar els travall dels cavalls importants i va provocar l'ús del treball manual, per tant l'esclavitud, teoria que ha estat rebatuda.
Tanmateix, a França, segons l’historiador Jean Gimpel i especialment al sud-est, es van fer servir bous durant molt de temps, probablement perquè és difícil obtenir una bona collita de civada als sòls secs i lleugers del sud. Més tard, 1701, l'agrònom anglès Jethro Tull, va inventar la sembradora, que va millorar considerablement la tècnica de sembra tractant tres filades a la vegada, va ser un ferm defensor de tracció de cavalls. Tull va inventar una màquina tirada per cavalls que va ser objecte del seu llibre "New Horse Hoeing Husbandry" al 1731.

## Controvèrsia
Des de l'inici del segle XX es va situar, sota la influència de l'obra de Richard Lefebvre des Noëttes la invenció de la collera «moderna» al voltant de l'any 1000. Segons la seva teoria molt seductora, l'abundancia de mà d'obra a bon preu (esclaus) hauria frenat el progrés tècnic a l'època romana. La suposada invenció medieval de la collera, juntament amb l'arada asimètrica haurien capgirat l'agricultura. Investigacions recents van provar que aquesta teoria, encara popular, fou errònia. S'han posat en relleu la qualitat dels cotxes antics i de l'aparellament dels animals.
L'aparició de la collera sembla haver anat canviant progressivament del nord-oest de l'Imperi Romà a partir del tercer i quart segle després de Crist.